# Tripetalocera
Tripetalocera är ett släkte av insekter. Tripetalocera ingår i familjen torngräshoppor.
Kladogram enligt Catalogue of Life:
| Tripetalocera | \| \| Tripetalocera ferruginea \| \| \| \| \| \| Tripetalocera tonkinensis \| \| \| \| |
|               | \| \| Tripetalocera ferruginea \| \| \| \| \| \| Tripetalocera tonkinensis \| \| \| \| |
|               | Tripetalocera ferruginea                                                               |
|               |                                                                                        |
|               | Tripetalocera tonkinensis                                                              |
|               |                                                                                        |